# أنطون مارتي
أنطون مارتي هو فيلسوف سويسري، ولد في 18 أكتوبر 1847 في شويز في سويسرا، وتوفي في 1 أكتوبر 1914 في براغ في التشيك.